# Krzywin (powiat Gryfiński)
Krzywin (Duits: Kehrberg) is een plaats in het Poolse district  Gryfiński, woiwodschap West-Pommeren. De plaats maakt deel uit van de gemeente Widuchowa en telt 730 inwoners.